# 苏家院镇
苏家院镇，是中华人民共和国云南省昭通市昭阳区下辖的一个镇。
2012年9月22日，云南省人民政府批复同意撤销苏家院乡，设立苏家院镇。

## 行政区划
苏家院镇下辖以下地区：
苏家院村、顺山村、迤那村、双河村和坪子村。